# Espinelves
Espinelves település Spanyolországban, Girona tartományban. Espinelves Vilanova de Sau, Sant Hilari Sacalm, Arbúcies, Viladrau és Sant Sadurní d’Osormort községekkel határos. Lakosainak száma 254 fő (2024).

## Népesség
A település népessége az elmúlt években az alábbi módon változott:
| Lakosok száma | 116  | 470  | 501  | 436  | 239  | 189  | 190  | 196  | 215  | 254  |
|               | 1717 | 1887 | 1936 | 1960 | 1986 | 2004 | 2009 | 2014 | 2019 | 2024 |